# Hồng Phong, Vũ Thư
Hồng Phong là một xã cũ thuộc huyện Vũ Thư, tỉnh Thái Bình, Việt Nam.

## Lịch sử
Xã được thành lập trên cơ sở sáp nhập các xã Vũ Hồng và Vũ Phong, huyện Vũ Thư.
Theo Nghị quyết số 1666/NQ-UBTVQH15 ra tháng 6 năm 2025, sáp nhập tỉnh Thái Bình vào tỉnh Hưng Yên, giải thể đơn vị hành chính cấp huyện là Vũ Thư. Thành lập xã Vũ Tiên trên cơ sở hợp nhất diện tích tự nhiên và dân số của các đơn vị hành chính cấp xa của huyện này là Vũ Đoài, Duy Nhất, Hồng Phong và Vũ Tiến.

## Địa lý - Hành chính
Xã nằm ở cực Nam của huyện Vũ Thư
- Phía Bắc và phía Đông giáp xã Duy Nhất
- Phía Nam giáp xã Trực Chính và thị trấn Cổ Lễ (đều thuộc huyện Trực Ninh), xã Nam Thanh (huyện Nam Trực, Nam Định) với ranh giới tự nhiên là sông Hồng
- Phía Tây giáp xã Nam Hồng (huyện Nam Trực, tỉnh Nam Định) với ranh giới tự nhiên là sông Hồng.

## Kinh tế
Xã nằm ven sông Hồng, đất đai phù sa màu mỡ, có nghề truyền thống trồng dâu nuôi tằm.